# Nachal Zada
Nachal Zada (hebrejsky נחל זדה) je vádí v jižním Izraeli, v severní části Negevské pouště.
Začíná v nadmořské výšce necelých 200 metrů severně od vesnice Sde Cvi, v mírně zvlněné krajině, která díky soustavnému zavlažování ztratila převážně svůj pouštní charakter. Směřuje pak k jihozápadu, míjí vesnice Klachim a Pa'amej Tašaz, kde od zprava ústí do vádí Nachal Ziv.